# Josef Appel
Josef Appel (* 1910; † 1991) war ein deutscher Schreinermeister. Er gilt als einer der Pioniere des Kunststoffbootsbaus von Kajaks und Kanadiern.
Josef Appel war selbst im Kajaksport aktiv. Bereits Ende der 1950er Jahre produzierte er in seiner Werkstatt in der Theresienstraße 148 in München für sportliche Wettbewerbszwecke einteilige Einer-Kajaks aus dem damals revolutionären Werkstoff GFK (Glasfaserverstärkter Kunststoff).

## Konstruktionsbesonderheit
Appel konstruierte teilbare Boote, deren Hälften im Cockpitbereich verschraubt waren. Bei den Kajaks konnten die Teile ineinander gesteckt werden, was einen einfachen Transport mit der Bahn oder PKW ermöglichte.

## Bekannte Bootstypen

### Der Kanadier C6
Josef Appel erkannte, dass vorhandene neun bis 11 Meter lange hölzerne Kanadier für die Jugendarbeit kleinerer Vereine oft zu groß und mit den damaligen Möglichkeiten kaum transportierbar waren. Daraufhin erdachte sich der Idealist Appel den „C 6“, einen in zwei gleiche Teile zerlegbaren GFK-„Mannschaftskanadier“ von zunächst sechs Metern Länge und einem Meter Breite, der im Herbst 1959 hergestellt wurde. Da der norddeutsche Raum um Hamburg als Hochburg des Kanadiersports galt, sandte Appel sein neues Produkt zu einem intensiven Praxistest zum Hamburger Kanu-Club. Die dort festgestellten Optimierungsmöglichkeiten hinsichtlich einer stabileren Wasserlage sowie einer günstigeren Platzverteilung wurden bei Appel durch eine Umkonstruktion des Bootes realisiert, so dass das Boot im Januar 1960 eine Länge von 6,20 Metern (zerlegt je 3,10 Meter), eine Breite von 1,12 Metern und eine Höhe von 50 Zentimetern aufwies. Die Besatzung umfasste sieben Personen, wobei eine davon nur steuerte.

### Der Appel-Eski
In der Vor- und Nachkriegszeit orientierten sich viele Selbstbauten aus Leisten und Leinwand an den klassischen Grönland-Kajaks. Im Winter 1961/62 bot Josef Appel erstmals einen 5 m langen und 63 cm breiten, teilbaren Eski-Einer aus GFK an. Die Mehrzahl der Wanderpaddler benutzte zerlegbare Faltboote namhafter Hersteller, welche verschnürt im Packwagen der Bundesbahn zum Startpunkt der Paddeltour transportiert wurden, was mit dem zerlegten und ineinandergesteckten 2,75 Meter langen Appel-Eski ebenfalls zum Fahrradpreis möglich war. Vorteil des Appel-Eski gegenüber den Faltbooten war der schnelle Zusammenbau (ca. 8 Minuten), die im Wasser größere Robustheit beim Kontakt mit Stein- oder Ast-Hindernissen sowie die oft etwas höhere Geschwindigkeit. Anfängliche Bedenken hinsichtlich der Dichtigkeit der Verbindung der beiden Rumpfhälften sowie der Festigkeit der Verschraubung bestätigten sich nicht. Das Laminat wies für damalige Verhältnisse eine hohe Qualität bei relativ geringem Gewicht auf (ca. 21 kg), da Appel zur Minimierung des Polyesterharz-Anteils den Rumpf zwischen zwei Formen presste, also das Prinzip des heutigen Vakuumverfahrens vorwegnahm. Gelobt wurde die glattflächige Innenseite des Stauraumes, die nach Entfernen des Sitzes ein problemloses Beladen des Bootes ohne Verhaken an Spanten oder Senten ermöglichte. Der Appel-Eski bewährte sich auch im Bereich tidenabhängiger norddeutscher Flussmündungen sowie in den Förden der Ostseeküste. Appel pries sein Produkt aber auch als „in schwerstem Wildwasser bestens bewährt“ an (1962). Später wurde noch ein etwa 1,50 Meter langes Zwischenstück angeboten, welches den Einer-Eski in einen etwas kippeligen, aber für damalige Verhältnisse recht schnellen Zweier von 6,50 Meter Länge verwandelte. Dieses Zwischenstück verlängerte das Boot im zerlegten Zustand nicht, da es über die schmale Spitze geschoben wurde.

### Das Appel-Einer-Wanderkajak
Später produzierte Appel einen Einer-Wander-Kajak aus GFK von 4,50 Meter Länge ohne Eski-Charakter. Dieser war per Verschraubung ebenfalls in zwei Teile zerlegbar. Allerdings wurde hier im Gegensatz zum Eski das Vorderteil in die Heck-Hälfte geschoben.